# ハリウッド・バビロン
『ハリウッド・バビロン』(Hollywood Babylon) は、アバンギャルドな映画監督ケネス・アンガーが、1900年代から1950年代に至る時期のハリウッドの映画界の有名な（ないし、悪名高い）多数の人々についての 卑俗な醜聞類を詳しく綴った著作。アメリカ合衆国では1965年に最初に出版されたが、出版から10日後に販売中止となり、1975年まで再刊されなかった。その後出た再刊版について、『ニューヨーク・タイムズ』紙は、「もしこんな本に何らかの魅力があるとしたら、この本にはその問題点を補うような良い点が何もないという事実によるものだろう」と述べた。

## 成り立ち
この本が最初に刊行されたのは、フランスのパリに本拠を置いていた出版社ジャン＝ジャック・ポーヴェールが1959年に出したフランス語版『Hollywood Babylone』であり、最初のアメリカ合衆国版『Hollywood Babylon』は1965年にアリゾナ州フェニックスの Associated Professional Services から出版された。その後、著作権をめぐる一連の紛争を経て、『ローリング・ストーン』誌の版元であるストレート・アロー・プレスから新版が1975年に刊行され、サイモン&シュスターが販売を担った。
本書は、サイレント映画時代から1960年代まで、ハリウッドのスターたちの逸話を詳しく紹介しており、チャーリー・チャップリン、ルーペ・ヴェレス、ルドルフ・ヴァレンティノ、オリーヴ・トーマス、セルマ・トッド、フランシス・ファーマー、ファニタ・ハンセン、メイ・マレー、アルマ・ルーベンス、バーバラ・ラ・マー、マリリン・モンローらが取り上げられている。また、本書では、ロスコー・アーバックルとヴァージニア・ラッペの醜聞（アーバックルがラッペを強姦、暴行して死に至らしめたとされるスキャンダル）、ウィリアム・デズモンド・テイラーの殺害、ハリウッド・ブラックリスト、シャロン・テートの殺害事件、雑誌『Confidential』をめぐる訴訟合戦について、それぞれひとつの章を割いて記述している。但し、シャロン・テートの殺害事件は日本語版では翻訳されていず、一章まるごと除外されている。

## 批判

### 搾取
映画史研究家の ケヴィン・ブラウンローは、著者アンガー自身が、自分の調べ方は「ほとんどのところは、テレパシーだよ」と語っていたとして、しばしば本書への批判を述べている。本書には、ジェーン・マンスフィールドが事故死した交通事故の写真や、心臓発作に襲われて急死した直後の、横たわったルイス・ストーンの亡骸など、生々しい刺激的な画像も掲載されている。また、メアリー・アスターが、劇作家ジョージ・S・カウフマンとの情事を生々しく綴った日記の抜粋とされるものも掲載されている。

### 虚偽
本書が最初に出版された時以来、アンガーの主張の多くについて、真実ではないとする指摘がなされており、しばしば引用される都市伝説の多くに由来するものも多いとされている。例えば、本書は、クララ・ボウが、南カリフォルニア大学 (USC) のアメリカンフットボール・チームであるUSCトロージャンズの全員とベッドを共にしたとしており、その中には若きジョン・ウェインもいたとしているが、これがまったくの虚偽であることは何度も暴かれてきた。ボウの息子たちは、本書の新版が出版された際に、アンガーを提訴することも検討したという 
本書にはまた、ルーペ・ヴェレスが、自殺を図って500錠以上の睡眠薬を呑み込んだ挙げ句、トイレの便器に頭を突っ込み自分の吐瀉物にまみれて窒息死している状態で発見された、とも述べている。しかし、この話には何の根拠もなく、2013年に初めて公表された彼女の死体の写真は、寝室の床に倒れているところを発見されたことを示している。
また虚偽とは言えないまでも、当時のゴシップ誌の記者のろくに取材もせずに、いい加減な臆測記事をそのまま参考資料として引用しているので、死亡した俳優や女優の享年や死因など間違いは数え切れないほどある。

## 続編
1984年には、『ハリウッド・バビロン II (Hollywood Babylon II)』が出版された。この続編は、本編よりも拡大された内容であったが、本編ほどの成功を収めることはなかった。こちらでは1920年代から1970年代に至る時期のスターたちが取り上げられている。
アンガーは、その後も長く『Hollywood Babylon III』を書き上げたいと述べ、2010年のインタビューでは、既に原稿は出来上がっているのだが、保留状態になっているとして「出版に至らない大きな理由は、ひとつの章をまるまるトム・クルーズとサイエントロジーに割いたことにある。私はサイエントロジー信奉者たちの友達ではない」と述べた。2008年には、『Hollywood Babylon: It's Back!』と題された3作目の『ハリウッド・バビロン』が、ダーウィン・ポーター (Darwin Porter) とダンフォース・プリンス (Danforth Prince) によって発表されたが、これにはアンガーはまったく関与していない。アンガーはこの出版に酷く腹を立て、著者ふたりを呪ったと伝えられている（アンガーは、自分がセレマの魔術を使えると称している）。

## 日本語による出版
- （堤雅久 訳）ハリウッド・バビロン、クイックフオックス社、1978年 - 監修：海野弘
- （明石三世 訳）ハリウッド・バビロン I、リブロポート、1989年
- （明石三世 訳）ハリウッド・バビロン II、リブロポート、1991年
- （明石三世 訳）ハリウッド・バビロン I、パルコエンタテインメント事業部、2011年
- （明石三世 訳）ハリウッド・バビロン II、パルコエンタテインメント事業部、2011年